# Oveix

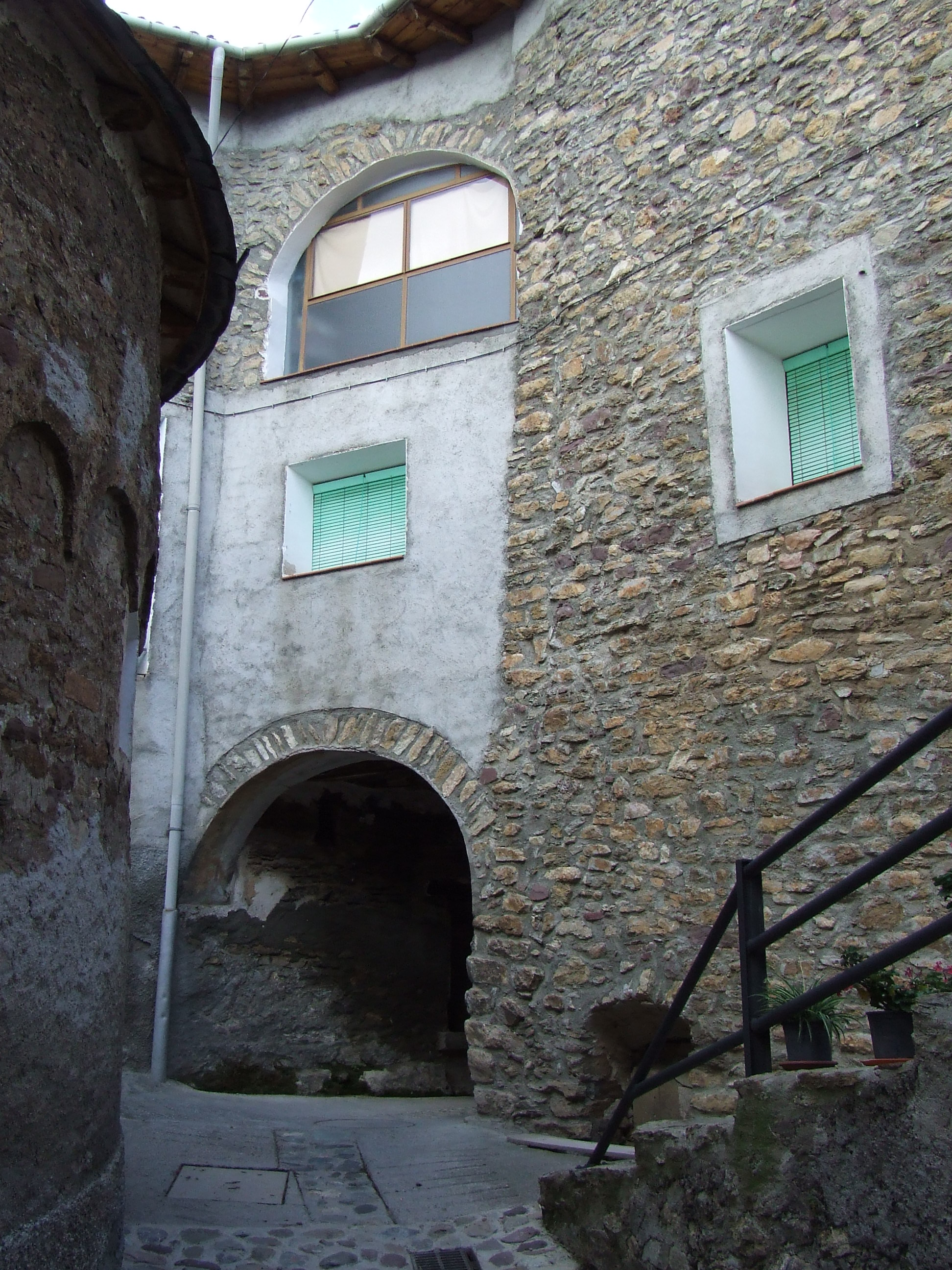
Portal interior del pueblo.

Oveix es un pueblo del valle Fosca, perteneciente al municipio de Torre de Cabdella. Pertenece a la provincia de Lérida.
Está situado al suroeste del antiguo municipio de Torre de Cabdella, pero en el término actual del mismo nombre queda en la zona central, al lado de poniente. Se accede por una pista rural asfaltada que sale del kilómetro 12,5 de la carretera L-503, 1,5 km al norte de Molinos. Esta pista, llena de curvas, sube al pueblo de Astell en poco más de 2,5 kilómetros y continúa hacia Oveix y Aguiró. Al cabo de 1, 6 km desde Astell está el desvío hacia Oveix (izquierda) y Aguiró (derecha). Desde el desvío hasta Oveix hay menos de 500 metros.
Dentro del pueblo está la iglesia parroquial románica de Santa María de Oveix. Cerca del pueblo, además, está también románica ermita de San Cristóbal, que es conocida como San Cristau.

## Etimología
Documentado desde el año 834 debido al monasterio benedictino que hubo (domum Sti. Vicentii de Ovece, Joan Coromines (op. cit.) No duda en atribuir este topónimo a un origen vasco: de obe y etxe, sería la casa de los pastores, aunque también podría haber incidido la raíz oi, con el significado de rústico.

## Historia
El origen del pueblo de Oveix se encuentra ligado al castillo del mismo nombre, que aún constaba en 1381 con cuatro fuegos. Se desconoce su emplazamiento.
El lugar de Oveix pertenecía a la baronía de Bellera, desde época medieval hasta la extinción de los señoríos, en el siglo XIX.
En el censo del Conde de Floridablanca, de 1787, Oveix presentaba 90 habitantes, de los cuales 44 eran hombres y 46, mujeres. Este censo es muy preciso: solteros, 25 hombres y 27 mujeres,casados, 15 de cada sexo, al igual que de viudos: 4 y 4. Uno de los 90 es sacerdote; 26, campesinos; 5, jornaleros, y 3, criados. Los demás (mujeres y niños) suman 55.
Entre 1812 y febrero de 1847 Oveix disfrutó de ayuntamiento propio. Se formó a partir de la promulgación de la Constitución de Cádiz y su despliegue, y fue suprimido, agregándolo a la Torre de Cabdella, debido al límite fijado en la ley municipal de 1845 del mínimo de 30 vecinos (cabezas de familia ) indispensables para mantener el ayuntamiento propio.
Oveix aparece en el Diccionario geográfico ... de Pascual Madoz (1845) de la siguiente manera:

situado en un valle rodeado por el norte, sur y oeste por un cerro denominado Obach o de Obeix, está sólo expuesto a los vientos del este. El clima es frío, propenso a reumas. Lo forman 5 casas pobres, una fuente a la entrada del pueblo y la iglesia parroquial. Hay en el término la ermita de Sant Cristau, una cantera de yeso y una mina sin explotar. El terreno es de secano y de calidad media. Se producía trigo, centeno, maíz, legumbres, y se criaban ovejas. vacas y mulas. La caza era de perdices y conejos. Formaban el pueblo 5 vecinos (cabezas de familia) y 59 almas (habitantes).

Hacia el 1910, Oveix tenía 25 edificios, con 62 habitantes, según Ceferí Rocafort (op. cit.). Oveix tenía en 1970 33 habitantes, que habían quedado en 23 en 1981 y volvían a ser 30 en 2005.